# Ângela Águida Portella
Ângela Águida Portella Alves (Caçador, 12 de fevereiro de 1969) é uma política brasileira. É deputada estadual pelo estado de Roraima, compondo a 8.ª legislatura, filiada ao Partido Progressita.

## Biografia
Filha de Tião Portella e Zenilda Maria Portella, foi eleita deputada estadual em Roraima em 2010, sendo reeleita em 2014. Nas eleições de 2018, foi eleita a primeira suplente da coligação, assumindo o cargo com a renúncia de Brito Bezerra em 2019. É formada em pedagogia pela Universidade Federal de Roraima.